# Старий замок (Штутгарт)
48°46′38″ пн. ш. 9°10′45″ сх. д. / 48.7772° пн. ш. 9.17917° сх. д.
Стари́й замо́к (нім. Altes Schloss) — колишній замок, розташований на площі Шиллерплац у Штутгарті, Німеччина.
Замок на воді, датується X століттям, був резиденцією графів, а пізніше деяких герцогів Вюртембергу, а нині є домівкою Державного музею Вюртембергу.
Замкова церква (нім. Schloßkirche) все ще функціонує як місце поклоніння.

## Історія
У 950 році н. е. на території Старого замку закінчили будівництво замку для захисту кінного заводу.
У XIV столітті тут проживали графи Вюртемберзькі та розташовувалась їхня судова палата.
У 1553—1578 рр. герцоги Христоф і Людвіг III реконструювали замок, додавши кінні сходи, побудовані Блазіусом Бервартом в 1560 році, а також церкву та конференц-зал у 1562 році. У XVIII столітті рів засипали.
У 1931 році дирніц і дві вежі замку були знищені пожежею.

Замок знову постраждав, і значні частини етнографічної колекції Державного музею Вюртембергу зазнали пожежі під час Другої світової війни.
Пауль Шміттеннер відреставрував замок в 1971 році.
Аркадний внутрішній дворик самого замку демонструє архітектурні мотиви раннього італійського Відродження.
Король Вюртембергу Карл I і його дружина Ольга поховані під замковою церквою.
У внутрішньому дворику встановлено пам'ятник Ебергарду I.
Старий замок стоїть поруч із Новим палацом, який був побудований наприкінці XVIII століття.

## Державний музей Вюртембергу
В експозиціях Державного музею Вюртембергу є артефакти кам'яної та римської доби, картини та експозиції з давньої регіональної історії.